# Marie-Philip Poulin
Pour les articles homonymes, voir Poulin.
Marie-Philip Poulin (née le 28 mars 1991 à Beauceville, dans la province de Québec au Canada) est une joueuse canadienne de hockey sur glace évoluant dans la Ligue professionnelle de hockey féminin en tant qu'attaquante et capitaine pour la Victoire de Montréal.
Elle a remporté quatre médailles olympiques, trois en or à Vancouver en 2010, à Sotchi en 2014 et à Pékin en 2022 et une en argent à Pyeongchang en 2018. Pour la cérémonie d'ouverture des Jeux 2022, elle est porte-drapeau pour son pays. Elle a également représenté le Canada dans onze championnats du monde, remportant trois médailles d'or et sept médailles d'argent. Poulin est capitaine de l'équipe du Canada depuis 2014, elle est non seulement la première athlète à avoir signé au moins un but dans quatre finales olympiques, mais aussi à avoir marqué le but gagnant des victoires 2010, 2014 et 2022.
Du fait de son grand nombre d'exploits en hockey sur glace à un très jeune âge, elle est surnommée « La Crosby du hockey féminin ». Au cours de sa carrière dans la défunte Ligue canadienne de hockey féminin, Marie-Philip Poulin remporte plusieurs fois le trophée Angela-James qui récompense la meilleure pointeuse ainsi que le trophée Jayna-Hefford, qui désigne la Joueuse la plus utile. Elle remporte deux fois la coupe Clarkson avec les Canadiennes de Montréal.
En janvier 2024, elle commence la première saison de la Ligue professionnelle de hockey féminin en tant que capitaine de l'équipe de Montréal.

## Biographie

### Ses débuts
Adolescente, Poulin est élève à la Polyvalente St-François de Beauceville et participe à de nombreux sports. Initiée d’abord à la ringuette, elle bifurque ensuite vers le hockey. Elle joue dans les ligues de hockey amateur dans la région de la Beauce et est médaillée d'or aux championnats inter-scolaire de badminton en 2003-2004, catégorie benjamin. En 2006, elle fait partie des midget espoir masculin et finit deuxième au classement des marqueurs de la ligue. Elle reçoit la distinction de l’athlète de l'année 2006-2007 du programme de l'École Internationale de la Polyvalente Veilleux à Saint-Joseph-de-Beauce.
Au cours de l'automne 2007, alors qu'elle n'a que 16 ans, elle fait ses débuts avec l'équipe nationale canadienne des moins de 18 ans au cours d'une série de trois matchs amicaux à Prince George, en Colombie-Britannique entre le Canada et les États-Unis. La même année, Poulin joue sa première saison en 2007-2008 avec les Stars de Montréal de la Ligue canadienne de hockey féminin (LCHF). Elle ne dispute que 16 matchs où elle marque 22 buts et 21 assistances. Elle est élue meilleure recrue de la saison dans la ligue et elle termine deuxième du vote pour la meilleure joueuse de la ligue (en anglais, CWHL Most Valuable Player). Elle est également sélectionnée dans l'équipe d'étoiles de la saison. Elle devient récipiendaire du programme de bourses du club des Canadiens de Montréal en janvier 2008.

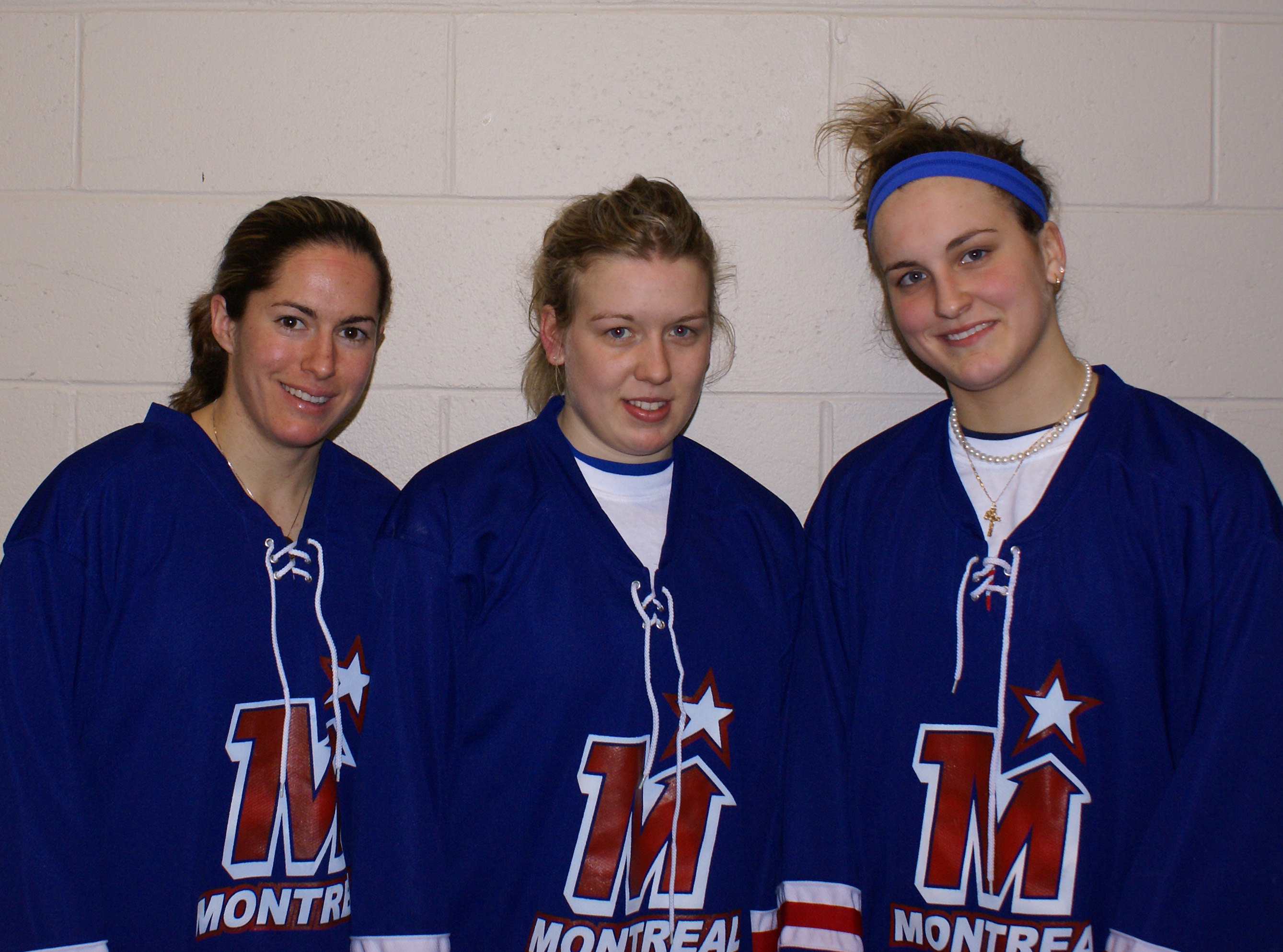
Katie Weatherston, Leslie Oles et Marie-Philip Poulin pour leur première année en LCHF.

Marie-Philip participe au championnat du monde des moins de 18 ans en 2008 et devient la meilleure marqueuse de l'équipe canadienne avec huit buts et six passes en cinq matchs. Poulin accumule quatre buts et une passe en deux matchs contre la Suède. Dotée d’un talent offensif et d’une vision du jeu, Poulin aide l'équipe nationale du Canada des moins de 18 ans à gagner la médaille d'argent lors de cette compétition. En deux saisons avec l'équipe nationale des moins de 18 ans, Poulin devient la meilleure marqueuse de but de tous les temps dans l'histoire des moins 18 ans avec 31 points en 17 matchs internationaux.
En 2008-2009, elle est âgée de 17 ans et joue avec les Blues, l'équipe du Collège Dawson à Montréal qui évolue dans la Ligue de hockey féminin collégial AA  en plus de jouer avec les Stars de Montréal dans la LCHF. En fin de saison en mars 2009, elle aide les Stars à remporter la Coupe Clarkson au cours des finales du championnat féminin contre les Whitecaps du Minnesota, à Kingston en Ontario. Elle reçoit deux trophées de la fédération de hockey collégial : celui de recrue de l'année ainsi que celui d'athlète par excellence. Elle est également sélectionnée dans la première équipe d'étoiles de la ligue.
Elle fait ses débuts dans l'équipe nationale senior lors du championnat du monde 2009 à Hameenlinna en Finlande, où elle remporte la médaille d'argent avec son équipe. En 2010, elle aide l’équipe nationale senior à remporter la médaillée d'or de la Coupe des quatre nations en marquant un coup du chapeau dans le match contre la Finlande le 12 novembre.

### Les Jeux olympiques puis l'université de Boston
Lors de la saison 2009-2010, elle ne joue pas pour les Blues du Collège Dawson mais reste pendant un an avec le programme de préparation olympique canadien à Calgary. Elle termine son cours collégial par correspondance.

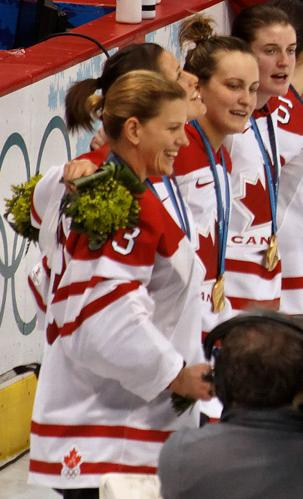
Marie-Philip et ses coéquipières aux Jeux olympiques de Vancouver

Au cours de la saison suivante, elle participe avec l'équipe du Canada aux Jeux olympiques d'hiver à Vancouver. Le Canada remporte la finale 2-0 contre les États-Unis et Poulin inscrit les deux buts. À la fin du tournoi, Poulin est nommée dans l'équipe d'étoiles aux côtés de ses compatriotes : Shannon Szabados, gardienne de but du Canada et Meghan Agosta, meilleure pointeuse et meilleure joueuse de la compétition.
Après ses études collégiale, Poulin rejoint l'Université de Boston dans le Massachusetts (États-Unis) pour y étudier la psychologie. Elle fait ses débuts avec les Terriers de l'Université de Boston dans le championnat universitaire pendant la saison 2010-2011. Le 2 octobre 2010, elle marque le premier but de sa carrière universitaire lors d'une victoire 5-4 ; Poulin inscrit le cinquième but de son équipe. Le 15 octobre 2010, avec un but marqué en désavantage numérique, son troisième depuis le début de la saison, Poulin égale le record des Terriers pour le nombre de buts marqués en désavantage numérique et ce seulement après quatre matchs joués avec les Terriers. Elle profite également de cette rencontre pour inscrire quatre buts pour la victoire des siens 7-2.
Au cours de ce mois d'octobre, elle est la meilleure de toutes les étudiantes de première année dans le championnat au niveau des buts marqués et du nombre de points par match, avec neuf buts et une moyenne de deux buts par rencontre. En outre, elle est classée première parmi toutes les joueuses de hockey universitaire de l'Est américain avec trois buts en désavantage numérique. Au cours des sept premiers matchs de sa carrière NCAA, elle cumule neuf buts et sept assistances. Elle est alors nommée recrue du mois d'octobre pour la division Hockey East dans laquelle évoluent les Terriers,.
Le 22 janvier 2011, Poulin enregistre un tour du chapeau, dont deux buts en avantage numérique dans une victoire 4-0 de son équipe contre celle de l'Université du Vermont. Cette victoire est la centième du programme de hockey féminin de son club. Elle profite de l'occasion pour dépasser le record de 39 points des Terriers détenu jusque-là par Melissa Anderson. À la fin du mois, elle est élue meilleure joueuse de la division.
Après la fin de la saison, l'équipe des Terriers joue le Frozen Four, tournoi final de la NCAA et remporte leur quart-de-finale contre Mercyhurst College, Poulin inscrivant un des quatre buts de la victoire 4-2. Les Terriers battent par la suite le Big Red de Cornell 4 à 1 pour jouer la finale du championnat contre les Badgers du Wisconsin. Poulin inscrit le seul but de son équipe et ne parvient pas à empêcher les Badgers de remporter le titre.
En mars 2011, à la fin du calendrier de la saison régulière, Marie-Philip Poulin détient un nouveau record de points au cours d'une saison pour les Terriers : elle compte alors quarante-sept points. Elle devient le premier étudiant des Terriers de l'université de Boston, femmes et hommes confondus, à être honoré comme recrue de l'année dans la division Hockey East. Elle est également nommée pour recevoir le trophée Patty-Kazmaier, récompensant la meilleure joueuse de la NCAA, mais finalement Meghan Duggan des Badgers du Wisconsin remporte le trophée.
Aux Jeux olympiques de Sotchi, le 20 février 2014, elle marque deux des trois buts de l'équipe canadienne face aux américaines. Elle égalise d'abord la marque 2-2 à 55 secondes de la fin du match, puis, en prolongation, elle marque son deuxième but et donne la victoire au Canada.
Le 11 mai 2012, l'entraîneur des Terriers annonce que les capitaines de la saison 2012-2013 sont Marie-Philip Poulin et Jill Cardella. Deux saisons plus tard, en 2014-2015, Poulin devient l'unique capitaine de l'équipe. À ce poste, elle mène son équipe à son quatrième championnat consécutif de l'Hockey East.

### Après l'université, avec les Canadiennes de Montréal
Poulin est sélectionnée au repêchage 2015 de la Ligue canadienne de hockey féminin, en 3e position du premier tour, par les Stars de Montréal (devenus par la suite les Canadiennes de Montréal). Elle finit sa première saison en remportant le trophée Angela-James qui récompense la meilleure compteuse de la saison régulière, avec 46 points.
Lors de la saison 2016-2017 suivante, elle remporte à nouveau le trophée Angela-James ex-equo avec Jess Jones de l'Inferno de Calgary, ainsi que la Coupe Clarkson avec son équipe des Canadiennes. Elle marque deux buts lors de la finale des séries éliminatoires qui se déroule à Ottawa.
Elle est également la première récipiendaire du trophée Jayna-Hefford, crée en 2015, qui récompense la Joueuse la plus utile selon ses pairs. Elle le recevra deux années consécutives.
L'année suivante, elle se consacre à la préparation des Jeux olympiques de PyeongChang en 2018. Poulin est auteure du deuxième but canadien en finale face à l'équipe des États-Unis, elle est ainsi la première hockeyeuse a marquer dans trois finales olympiques. Cette fois, le Canada est battu par les États-Unis 3 à 2 en tirs de barrages.
Pour la saison 2018-2019, elle reprend son poste auprès des Canadiennes de Montréal et termine à nouveau meilleure compteuse avec 50 points en saison régulière. Elle est récompensée comme meilleure joueuse la ligue et remporte également le trophée Jayna-Hefford pour la troisième fois. Blessée avant les séries éliminatoires, elle ne participe pas à la conquête de la Coupe Clarkson bien que les Canadiennes accèdent à la finale. L'équipe s'incline 5 à 2, contre les championnes de la saison régulière, l'Inferno de Calgary.

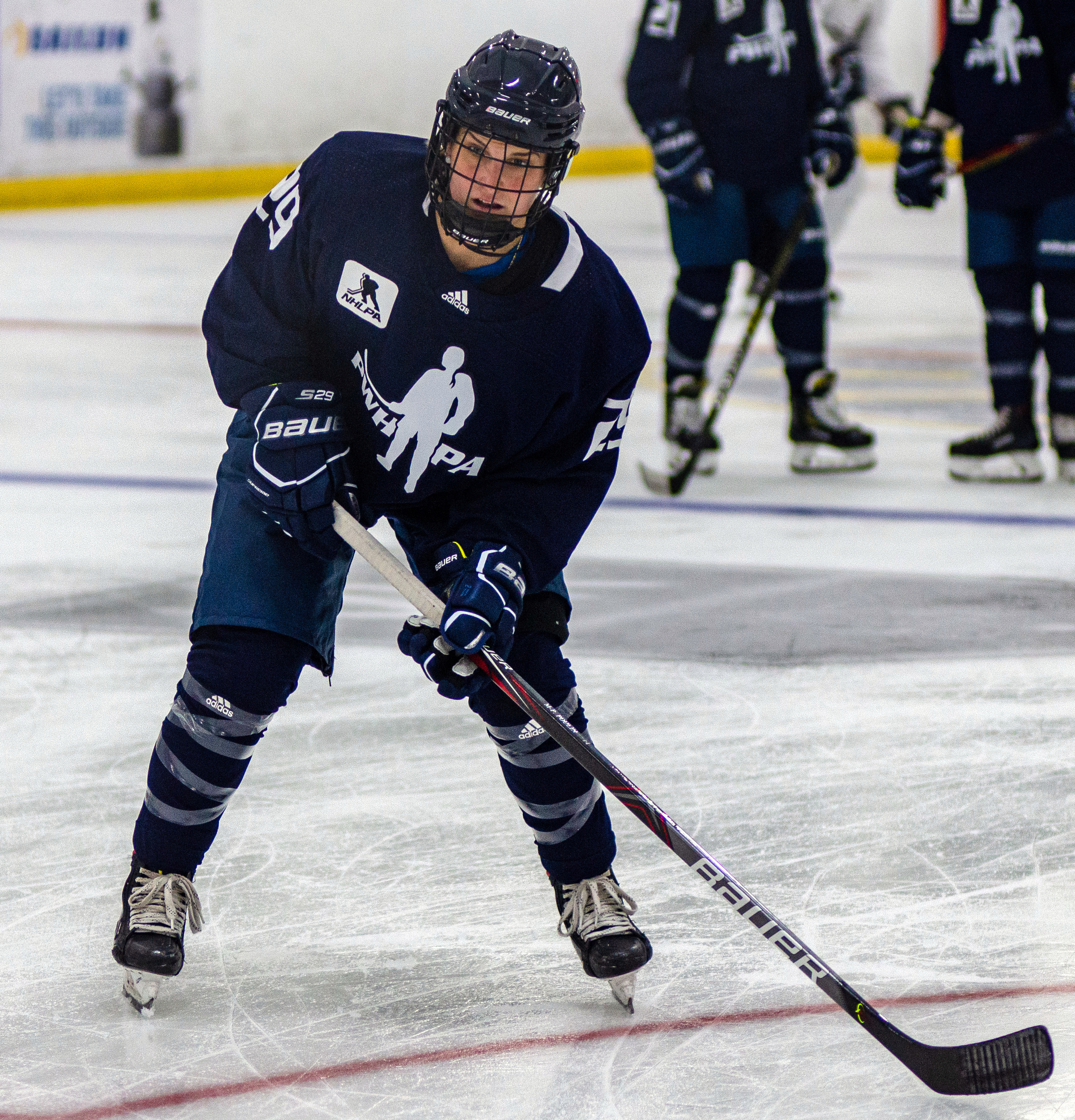
Poulin en 2019 avec la PWHPA.

### Carrière après la fermeture de la ligue
Faisant partie des hockeyeuses boycottant la saison 2019-2020 à la suite de la fermeture de l'unique ligue canadienne, elle ne joue pas mais est sélectionnée par la NHL pour le 65e match des étoiles dans l'épreuve du match féminin élite 3 contre 3. En 2020 et 2021 elle joue des matchs avec la Professional Women's Hockey Players Association (PWHPA), organisation ayant pour but de former une ligue professionnelle féminine mais dont la progression est ralentie par la pandémie de Covid-19.
Elle est à nouveau sélectionnée pour jouer les Jeux olympiques en 2022 à Pékin, occupant toujours le poste de capitaine. Pour cette quatrième sélection, la délégation du Canada lui confie le rôle de porte-drapeau pour la cérémonie d'ouverture. À l'occasion de ces jeux, elle inscrit deux buts en finale pour le Canada, qui l'emporte 3 à 2 face aux États-Unis. Elle améliore ainsi son exploit qui consiste à être la première athlète tout genre confondus à signer un but dans non pas trois, mais quatre finales olympiques. Elle inscrit également le but gagnant dans chacune des victoires 2010, 2014 et 2022.
À la suite de ces nouvelles performances, l'équipe d'ECHL des Lions des Trois-Rivières se montre intéressée pour la faire venir dans son effectif masculin mais Poulin refuse l'offre, souhaitant poursuivre le travail de construction d'une ligue féminine professionnelle dans laquelle jouer,.
En 2022, elle remporte le trophée Étoile du Nord 2022 de l'athlète de l'année au Canada.

### Ligue professionnelle de hockey féminin
En janvier 2024, Marie-Philip Poulin commence dans la nouvelle ligue, la Ligue professionnelle de hockey féminin (LPHF), à titre de capitaine de l'équipe de Montréal (Les équipes de la ligue n'avaient pas encore de noms d'équipe). Elle marque son premier but lors de la troisième partie de l'équipe alors que celle-ci affronte l'équipe de New York. Dans cette rencontre, elle réalise aussi son premier tour du chapeau, le premier de la franchise, en marquant un troisième but dans un filet désert.

## Vie privée
Marie-Philip Poulin est mariée à une autre joueuse de hockey, Laura Stacey.

## Statistiques

### En club
| Saison      | Équipe                  | Ligue       |     | Saison régulière | Saison régulière | Saison régulière | Saison régulière | Saison régulière |   | Séries éliminatoires | Séries éliminatoires | Séries éliminatoires | Séries éliminatoires | Séries éliminatoires |
| Saison      | Équipe                  | Ligue       | PJ  | B                | A                | Pts              | Pun              | PJ               | B | A                    | Pts                  | Pun                  |                      |                      |
| 2007-2008   | Stars de Montréal       | LCHF        | 16  | 22               | 21               | 43               | 16               | 2                | 2 | 1                    | 3                    | 4                    |                      |                      |
| 2008-2009   | Blues de Dawson College | AA          | 15  | 29               | 29               | 58               | 0                | -                | - | -                    | -                    | -                    |                      |                      |
| 2008-2009   | Stars de Montréal       | LCHF        | 6   | 4                | 4                | 8                | 8                | -                | - | -                    | -                    | -                    |                      |                      |
| 2010-2011   | Terriers de Boston      | NCAA        | 28  | 24               | 23               | 47               | 22               | -                | - | -                    | -                    | -                    |                      |                      |
| 2011-2012   | Terriers de Boston      | NCAA        | 16  | 11               | 15               | 25               | 14               | -                | - | -                    | -                    | -                    |                      |                      |
| 2012-2013   | Terriers de Boston      | NCAA        | 35  | 19               | 36               | 55               | 18               | -                | - | -                    | -                    | -                    |                      |                      |
| 2013-2014   | Canada                  | AMHL        | 8   | 1                | 3                | 4                | 6                | -                | - | -                    | -                    | -                    |                      |                      |
| 2014-2015   | Terriers de Boston      | NCAA        | 32  | 27               | 27               | 54               | 18               | -                | - | -                    | -                    | -                    |                      |                      |
| 2015-2016   | Canadiennes de Montréal | LCHF        | 22  | 23               | 23               | 46               | 10               | 3                | 4 | 5                    | 9                    | 2                    |                      |                      |
| 2016-2017   | Canadiennes de Montréal | LCHF        | 23  | 15               | 22               | 37               | 6                | -                | - | -                    | -                    | -                    |                      |                      |
| 2017-2018   | Canada                  | AMHL        | 15  | 6                | 4                | 10               | 10               | -                | - | -                    | -                    | -                    |                      |                      |
| 2018-2019   | Canadiennes de Montréal | LCHF        | 26  | 23               | 27               | 50               | 12               | 1                | 0 | 0                    | 0                    | 0                    |                      |                      |
| 2024        | Équipe de Montréal      | LPHF        | 21  | 10               | 13               | 23               | 14               | 3                | 1 | 1                    | 2                    | 0                    |                      |                      |
| Totaux NCAA | Totaux NCAA             | Totaux NCAA | 111 | 81               | 100              | 181              | 72               | -                | - | -                    | -                    | -                    |                      |                      |
| Totaux LCHF | Totaux LCHF             | Totaux LCHF | 93  | 87               | 97               | 184              | 52               | 6                | 6 | 6                    | 12                   | 6                    |                      |                      |

### En équipe nationale
| Année | Équipe          | Compétition                          |   | PJ | B  | A  | Pts | Pun | +/-                |  | Résultat |
| 2008  | Canada - 18 ans | Championnat du monde moins de 18 ans | 5 | 8  | 6  | 14 | 4   | +15 | Médaille d'argent  |  |          |
| 2009  | Canada          | Championnat du monde                 | 5 | 2  | 3  | 5  | 0   | +3  | Médaille d'argent  |  |          |
| 2010  | Canada          | Coupe des quatre nations             | 5 | 1  | 3  | 4  | 2   |     | Médaille d'or      |  |          |
| 2010  | Canada          | Jeux olympiques                      | 5 | 5  | 2  | 7  | 2   | +7  | Médaille d'or      |  |          |
| 2011  | Canada          | Championnat du monde                 | 5 | 3  | 1  | 4  | 4   | +3  | Médaille d'argent  |  |          |
| 2012  | Canada          | Championnat du monde                 | 5 | 3  | 4  | 7  | 6   | +7  | Médaille d'or      |  |          |
| 2013  | Canada          | Championnat du monde                 | 5 | 6  | 6  | 12 | 2   | +12 | Médaille d'argent  |  |          |
| 2014  | Canada          | Jeux olympiques                      | 5 | 3  | 2  | 5  | 0   | +6  | Médaille d'or      |  |          |
| 2015  | Canada          | Championnat du monde                 | 5 | 3  | 3  | 6  | 2   | +4  | Médaille d'argent  |  |          |
| 2016  | Canada          | Championnat du monde                 | 5 | 2  | 4  | 6  | 6   | +4  | Médaille d'argent  |  |          |
| 2017  | Canada          | Championnat du monde                 | 5 | 2  | 4  | 6  | 2   | +4  | Médaille d'argent  |  |          |
| 2018  | Canada          | Jeux olympiques                      | 5 | 3  | 3  | 6  | 8   | +5  | Médaille d'argent  |  |          |
| 2019  | Canada          | Championnat du monde                 | 3 | 0  | 0  | 0  | 0   | 0   | Médaille de bronze |  |          |
| 2021  | Canada          | Championnat du monde                 | 6 | 3  | 6  | 9  | 2   | +10 | Médaille d'or      |  |          |
| 2022  | Canada          | Jeux olympiques                      | 7 | 6  | 11 | 17 | 6   | +9  | Médaille d'or      |  |          |
| 2022  | Canada          | Championnat du monde                 | 7 | 5  | 5  | 10 | 6   | +4  | Médaille d'or      |  |          |
| 2023  | Canada          | Championnat du monde                 | 7 | 4  | 4  | 8  | 8   | +3  | Médaille d'argent  |  |          |
| 2024  | Canada          | Championnat du monde                 | 7 | 2  | 2  | 4  | 6   | +4  | Médaille d'or      |  |          |

## Honneurs et distinctions individuelles

### En équipe nationale
- Nommée meilleure attaquante lors du championnat du monde des moins de 18 ans en 2008[47], joueuse avec le plus de points, le plus de buts, et le meilleur +/- . Elle est également nommée dans le top 3 des joueuses de l'équipe canadienne.
- Nommée dans le top 3 des joueuses de l'équipe canadienne lors du championnat du monde des moins de 18 ans en 2009.
- Élue dans l'équipe étoiles des médias pour les Jeux olympiques d'hiver de 2010 à Vancouver[48]
- Nommée dans le top 3 des joueuses de l'équipe canadienne lors du championnat du monde en 2012.
- Élue dans l'équipe étoiles des médias pour le championnat du monde 2013, nommée meilleure attaquante, joueuse avec le plus de points, le plus de buts, le plus d'assistance, le meilleur +/-. Elle est également nommée Most Valuable Player (Meilleure joueuse en français).
- Nommée dans le top 3 des joueuses de l'équipe canadienne lors du championnat du monde en 2016.
- Élue dans l'équipe étoiles des médias pour le championnat du monde 2017 et dans le top 3 des joueuses de l'équipe canadienne.
- Élue dans l'équipe étoiles des médias pour les Jeux olympiques 2022[49].

### En Ligue de hockey féminin collégial AA du Québec
- 2008-2009 : 
  - recrue de la saison
  - athlète de la saison
  - première équipe d'étoiles

### En NCAA
- 2010-2011 :
  - meilleure joueuse de la semaine du 18 octobre 2010 d'Hockey East (HE).
  - recrue du mois d'HE en octobre 2010.
  - recrue de la semaine d'HE (Semaines du 13 Déc[50]. 2010, 3 Janv[51]. 17 Janv. et 24 Janv. 2011).
  - meilleure joueuse du mois de janvier 2011.
  - nommée pour le trophée Patty-Kazmaier 2011.
  - recrue de l'année de la division HE.
  - nommée dans l'équipe d'étoiles des recrues d'HE[52].
  - nommée dans l'équipe d'étoiles des recrues de la NCAA.
  - nommée dans l'équipe d'étoiles de la 1re division 2011 New England Women's Division I All-Star selection[53].
- 2014-2015 :
  - nommée dans les trois finalistes du trophée Patty-Kazmaier.
  - nommée dans l'équipe de la 1re division CCM Hockey Women's All-Americans, First Team.
  - meilleure joueuse du mois de janvier 2015[54].
  - meilleure joueuse du mois de février 2015[55].
  - nommée dans l'équipe d'étoiles de la conférence Hockey East de la NCAA[56].

### En LCHF
- 2007-2008 :
  - meilleure marqueuse du mois d'octobre.
  - recrue de l'année (en anglais Rookie of the Year).
  - sélectionnée dans l'équipe d'étoiles des recrues.
  - sélectionnée dans la première équipe d'étoiles.
- 2015-2016 :
  - Trophée Angela-James.
  - Joueuse la plus utile de la LCHF (en anglais CWHL Most Valuable Player).
  - Trophée Jayna-Hefford.
  - Première buteuse de la LCHF.
- 2016-2017 :
  - Trophée Angela-James.
  - Joueuse la plus utile de la LCHF.
  - Trophée Jayna-Hefford.
  - Remporte la Coupe Clarkson.
  - Première en nombres d'assistance de la LCHF pour la saison.
- 2018-2019 :
  - Trophée Angela-James.
  - Joueuse la plus utile de la LCHF.
  - Trophée Jayna-Hefford.

### En Ligue professionnelle de hockey féminin
- 2024 : participe au Match des étoiles de la LPHF

### Galas sportifs
- Lors du  Gala de Sports Québec, tenu à Montréal le 22 décembre 2010, elle reçoit le titre d’athlète féminine de l’année en sport collectif.
- Le 29 janvier 2011, elle remporte le titre d’athlète de l’année 2010 au Gala du Mérite sportif beauceron[57].

### Distinctions civiles
- Médaille d'honneur de l'Assemblée nationale du Québec (2023)[58]
- Chevalière de l'Ordre national du Québec (2024)[59]